# 1885 in Zwitserland
Dit artikel beschrijft het verloop van 1885 in Zwitserland.

## Ambtsbekleders
De Bondsraad was in 1885 samengesteld als volgt:
| Naam | Naam                | Partij    | Kanton    | Functie                                                                      |
| ---- | ------------------- | --------- | --------- | ---------------------------------------------------------------------------- |
|      | Karl Schenk         | radicalen | Bern      | Bondspresident in 1885; hoofd van het Departement van Politieke Zaken        |
|      | Adolf Deucher       | radicalen | Thurgau   | Vicebondspresident in 1885; hoofd van het Departement van Binnenlandse Zaken |
|      | Numa Droz           | radicalen | Neuchâtel | Hoofd van het Departement van Handel en Landbouw                             |
|      | Bernhard Hammer     | radicalen | Solothurn | Hoofd van het Departement van Financiën en Douane                            |
|      | Wilhelm Hertenstein | radicalen | Zürich    | Hoofd van het Departement van Militaire Zaken                                |
|      | Louis Ruchonnet     | radicalen | Vaud      | Hoofd van het Departement van Justitie en Politie                            |
|      | Emil Welti          | radicalen | Aargau    | Hoofd van het Departement van Posterijen en Spoorwegen                       |

De Bondsvergadering werd voorgezeten door:
| Naam | Naam             | Partij                    | Kanton     | Functie                                              |
| ---- | ---------------- | ------------------------- | ---------- | ---------------------------------------------------- |
|      | Johannes Stössel | radicalen                 | Zürich     | Voorzitter van de Nationale Raad (tot 1 juni 1885)   |
|      | Andreas Bezzola  | radicalen                 | Graubünden | Voorzitter van de Nationale Raad (vanaf 1 juni 1885) |
|      | Theodor Wirz     | katholieke conservatieven | Obwalden   | Voorzitter van de Kantonsraad (tot 1 juni 1885)      |
|      | Esajas Zweifel   | gematigde liberalen       | Glarus     | Voorzitter van de Kantonsraad (vanaf 1 juni 1885)    |

## Gebeurtenissen

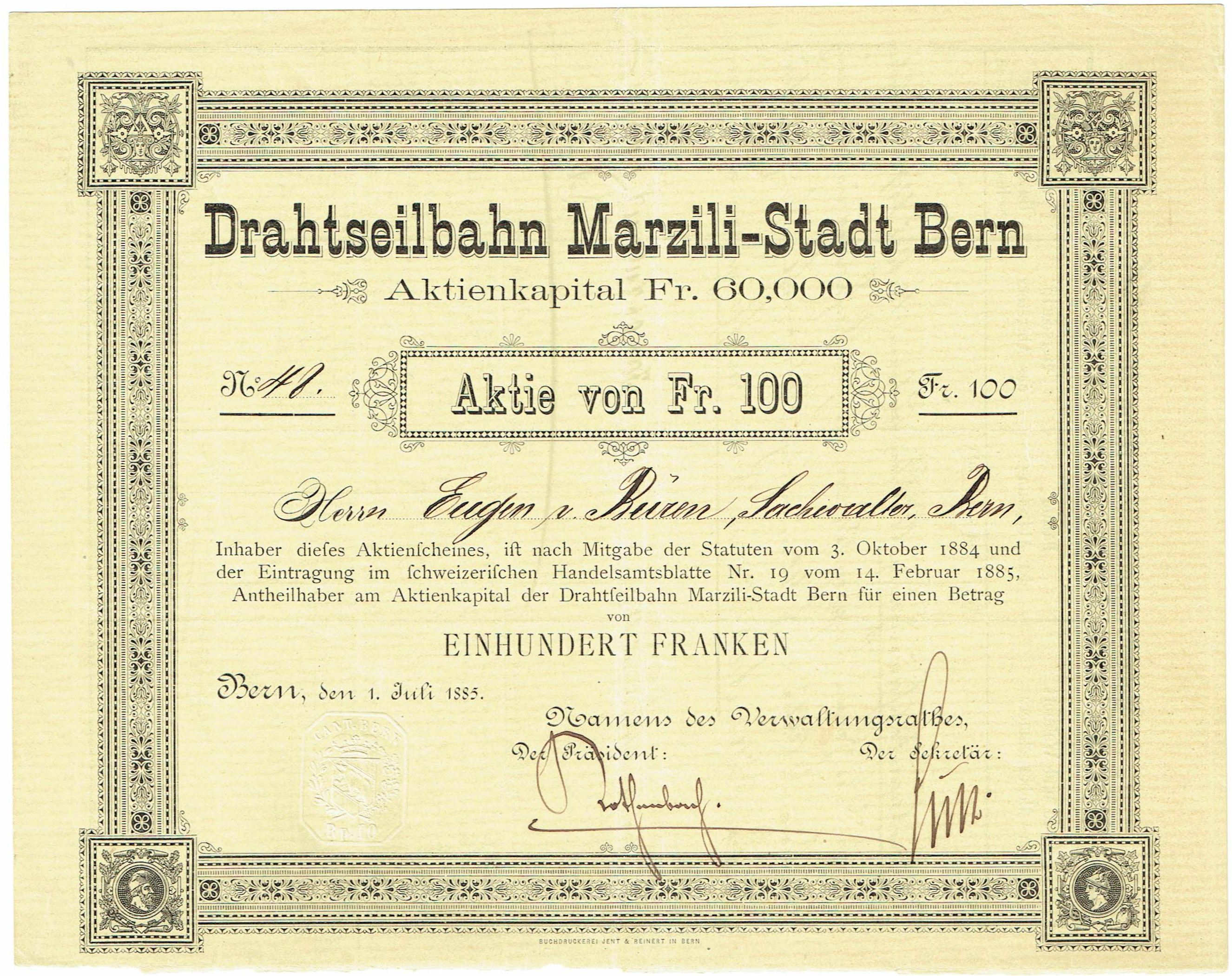
Aandeel van de op 18 juli 1885 ingehuldigde Marzilikabelspoorweg in Bern (kanton Bern).

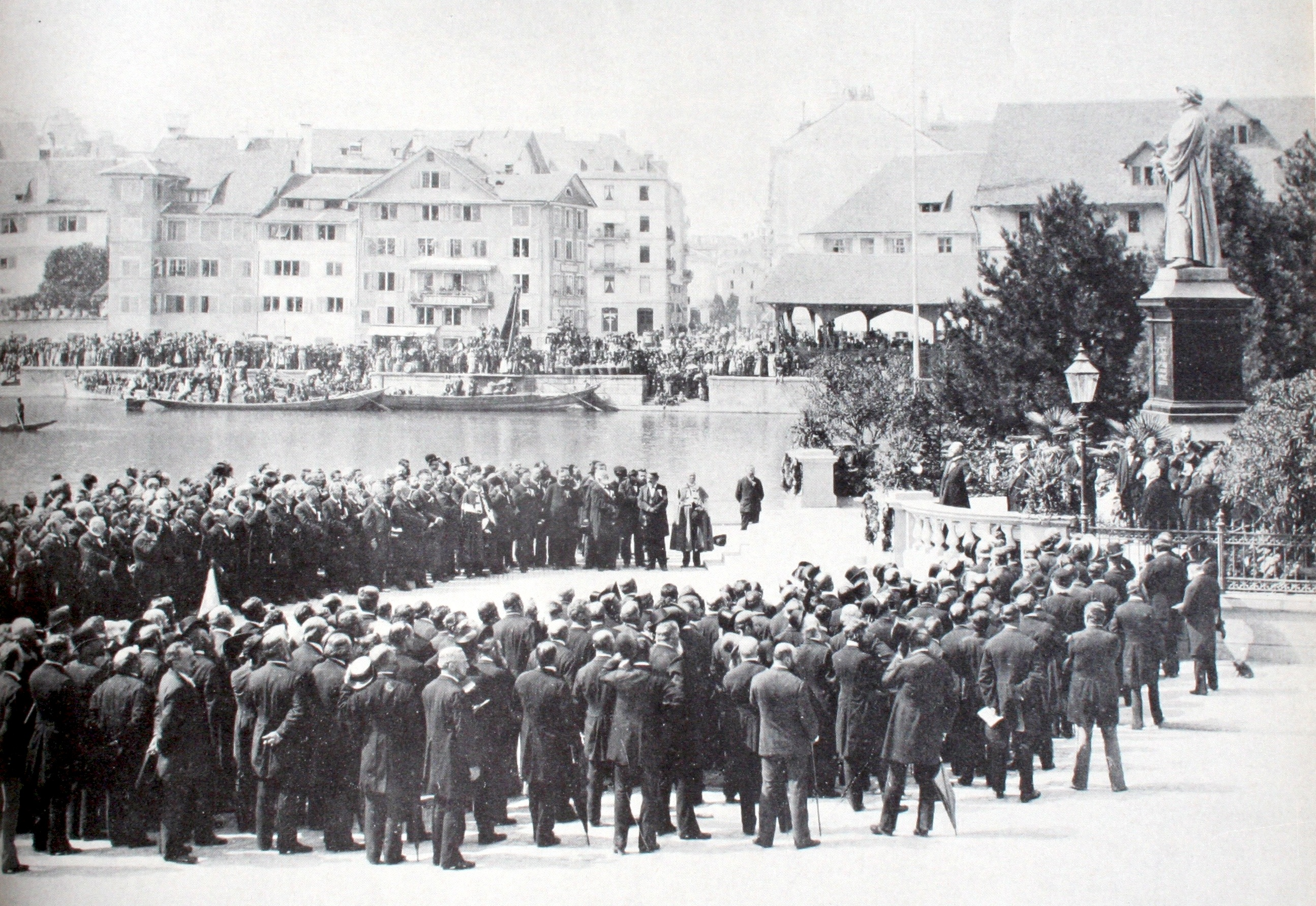
Inhuldiging van het Zwinglimonument in Zürich (kanton Zürich), 15 augustus 1885.

### Januari
- 1 januari: Karl Schenk wordt bondspresident van Zwitserland.
- 1 januari: Inwerkingtreding van de federale wet betreffende een nieuw federaal toltarief.

### Februari
- 4 februari: In Neuchâtel (kanton Neuchâtel) wordt de Société neuchâteloise de géographie opgericht.

### Maart
- 1 maart: in een kantonnaal referendum keurt de bevolking van het kanton Vaud een herziening van de kantonnale grondwet goed die voorziet in de invoering van het referendumrecht en de progressieve belasting.

### April
- 7 april: In Olten (kanton Solothurn) wordt de Zwitserse voetbalbond opgericht.

### Mei
- 2 mei: In de wijk Saint-Gervais in Genève (kanton Genève) vindt een gezinsdrama plaats, waarbij een moeder drie van haar kinderen ombrengt. Een vierde kind weet te overleven.

### Juni
- 8 juni: In Zürich (kanton Zürich) richt het bedrijfsleven een ziektekas op.

### Juli
- 18 juli: In Bern (kanton Bern) wordt de Marzilikabelspoorweg in dienst genomen.
- 19 juli: In Bern (kanton Bern) gaat het federaal schiettoernooi van start.

### Augustus
- 15 augustus: In Zürich (kanton Zürich) wordt een monument voor Huldrych Zwingli onthuld.

### Oktober
- 25 oktober: Bij het Zwitsers grondwettelijk referendum van 1885 keuren de bevolking en de kantons een herziening van de Zwitserse Grondwet goed met 230.250 stemmen voor (59,4%) en 157.463 stemmen tegen (40,6%).

## Geboren
- 27 januari: Michel Polak, Belgisch-Zwitsers architect (overl. 1948)
- 14 februari: Suzanne Besson, journaliste, antisuffragette en schrijfster (overl. 1957)
- 14 maart: Luzia Emma Bähler, onderwijsstatistica (overl. 1970)
- 11 april: Alfred Amiguet, journalist, communist en anarchist (overl. 1963)
- 18 juli: Henri de Ziegler, hoogleraar, filoloog en schrijver (overl. 1970)
- 1 augustus: Hermann Hubacher, beeldhouwer, kunstschilder en graficus (overl. 1976)
- 14 november: Gustave Peyrot, architect (overl. 1963)

## Overleden
- 12 januari: Frédéric Martens, Italiaans fotograaf die ook in Zwitserland actief was (geb. 1806)
- 25 januari: Alois Emanuel Biedermann, theoloog (geb. 1819)
- 3 februari: Emilie Paravicini-Blumer, vluchtelingenhelpster en homeopate (geb. 1808)
- 6 maart: Charles-Edouard Du Bois, kunstschilder (geb. 1847)
- 18 april: Marc Monnier, schrijver (geb. 1829)
- 25 september: Pierre Edmond Boissier, botanicus, ontdekkingsreiziger en wiskundige (geb. 1810)
- 8 november: Ulysse Guinand, geograaf (geb. 1810)

1848
· 1849
· 1850
· 1851
· 1852
· 1853
· 1854
· 1855
· 1856
· 1857
· 1858
· 1859
· 1860
· 1861
· 1862
· 1863
· 1864
· 1865
· 1866
· 1867
· 1868
· 1869
· 1870
· 1871
· 1872
· 1873
· 1874
· 1875
· 1876
· 1877
· 1878
· 1879
· 1880
· 1881
· 1882
· 1883
· 1884
· 1885
· 1886
· 1887
· 1888
· 1889
· 1890
· 1891
· 1892
· 1893
· 1894
· 1895
· 1896
· 1897
· 1898
· 1899
· 1900
· 1901
· 1902
· 1903
· 1904
· 1905
· 1906
· 1907
· 1908
· 1909
· 1910
· 1911
· 1912
· 1913
· 1914
· 1915
· 1916
· 1917
· 1918
· 1919
· 1920
· 1921
· 1922
· 1923
· 1924
· 1925
· 1926
· 1927
· 1928
· 1929
· 1930
· 1931
· 1932
· 1933
· 1934
· 1935
· 1936
· 1937
· 1938
· 1939
· 1940
· 1941
· 1942
· 1943
· 1944
· 1945
· 1946
· 1947
· 1948
· 1949
· 1950
· 1951
· 1952
· 1953
· 1954
· 1955
· 1956
· 1957
· 1958
· 1959
· 1960
· 1961
· 1962
· 1963
· 1964
· 1965
· 1966
· 1967
· 1968
· 1969
· 1970
· 1971
· 1972
· 1973
· 1974
· 1975
· 1976
· 1977
· 1978
· 1979
· 1980
· 1981
· 1982
· 1983
· 1984
· 1985
· 1986
· 1987
· 1988
· 1989
· 1990
· 1991
· 1992
· 1993
· 1994
· 1995
· 1996
· 1997
· 1998
· 1999
· 2000
· 2001
· 2002
· 2003
· 2004
· 2005
· 2006
· 2007
· 2008
· 2009
· 2010
· 2011
· 2012
· 2013
· 2014
· 2015
· 2016
· 2017
· 2018
· 2019
· 2020
· 2021
· 2022
· 2023